# Chiesa di Gesù e Maria (Barcellona Pozzo di Gotto)
La chiesa di Gesù e Maria sorge nell'antica Pozzo di Gotto, quartiere di Pizzo Castello, nel comune di Barcellona Pozzo di Gotto. Appartenente all'arcidiocesi di Messina-Lipari-Santa Lucia del Mela, arcipretura di Barcellona Pozzo di Gotto sotto il patrocinio di San Sebastiano, giurisdizione parrocchiale del duomo di Santa Maria Assunta.

## Storia

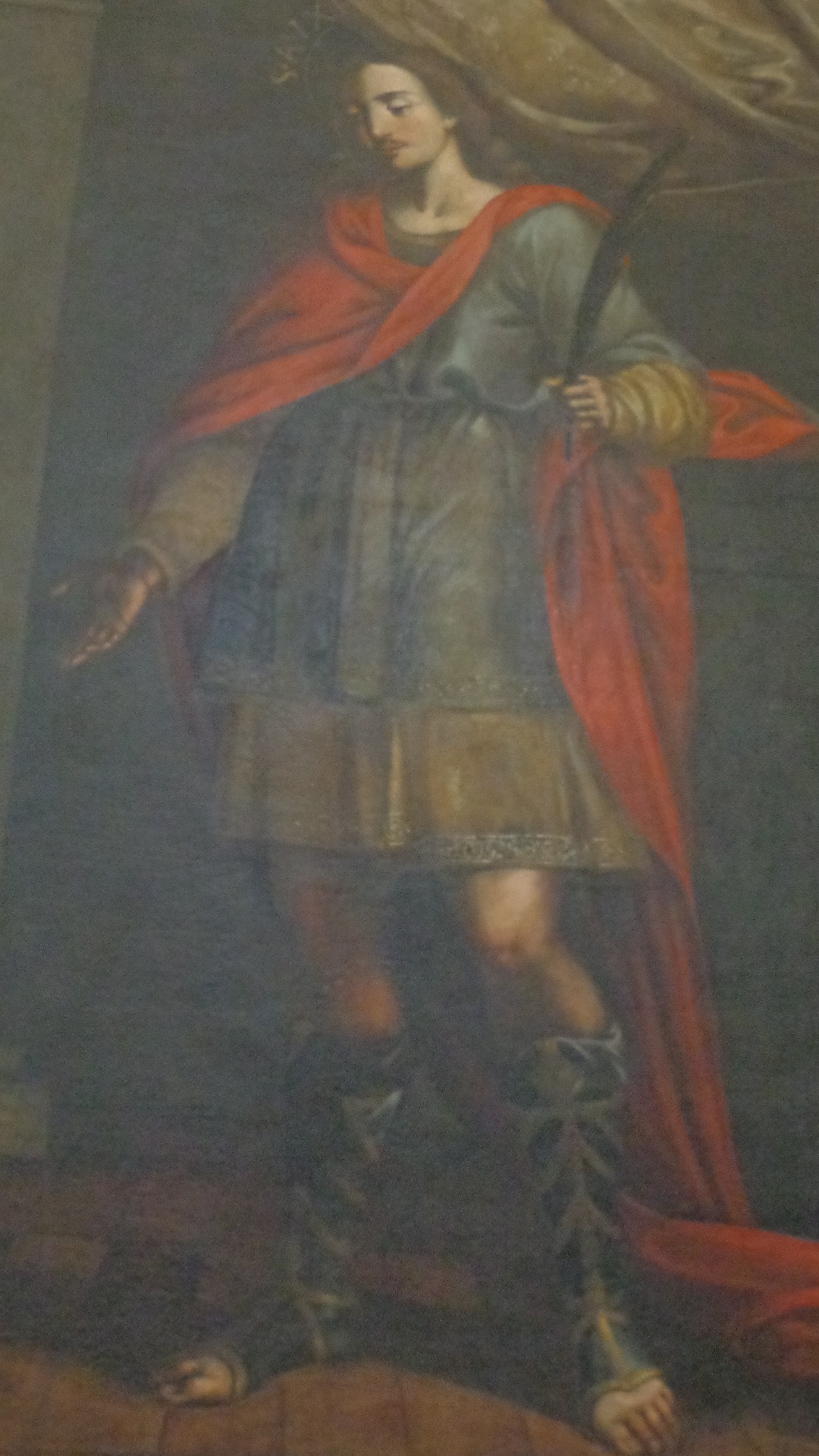
Particolare del quadro di Sant'Eusenzio.

### Epoca spagnola
È sede di un'antica confraternita, la Congregazione di Gesù e Maria, fondata anteriormente al 1579 presso la primitiva Chiesa dedicata a Sant'Andrea Apostolo nella frazione di Serro Sant'Andrea dell'antica Pozzo di Gotto. Oggi si chiama Confraternita di Sant'Eusenzio sotto titolo di «Gesù e Maria».
Con due atti notarili di Simone Coppolino del 3 gennaio 1622 e 16 gennaio 1626, sottoscritti da Placido Zangla e dal fratello sacerdote Giambattista di Castroreale fu formalizzata la concessione gratuita di terreni alla Confraternita di Santo Ausenzio sotto titolo di Gesù e Maria operante nella chiesa della Madonna del Carmelo, per la costruzione in tempi brevi della chiesa di Gesù e Maria.

## Patrimonio artistico
All'interno della chiesa sono custodite diverse opere d'arte:
- San Biagio, olio su tela, attribuita a Filippo Jannelli.
- Sant'Ausenzio, olio su tela del 1677, attribuita a Filippo Jannelli.
- Madonna Odigitria con i Santi Cosma e Damiano, olio su tela, attribuita a Filippo Jannelli.
- Trionfo della Croce o Gesù e Maria, olio su tela, di ignoto, attribuibile ad artisti locali.
- Ecce Homo, statua eseguita tra il XVII e XVIII secolo.

## Confraternita di Sant'Eusenzio sotto titolo di «Gesù e Maria»

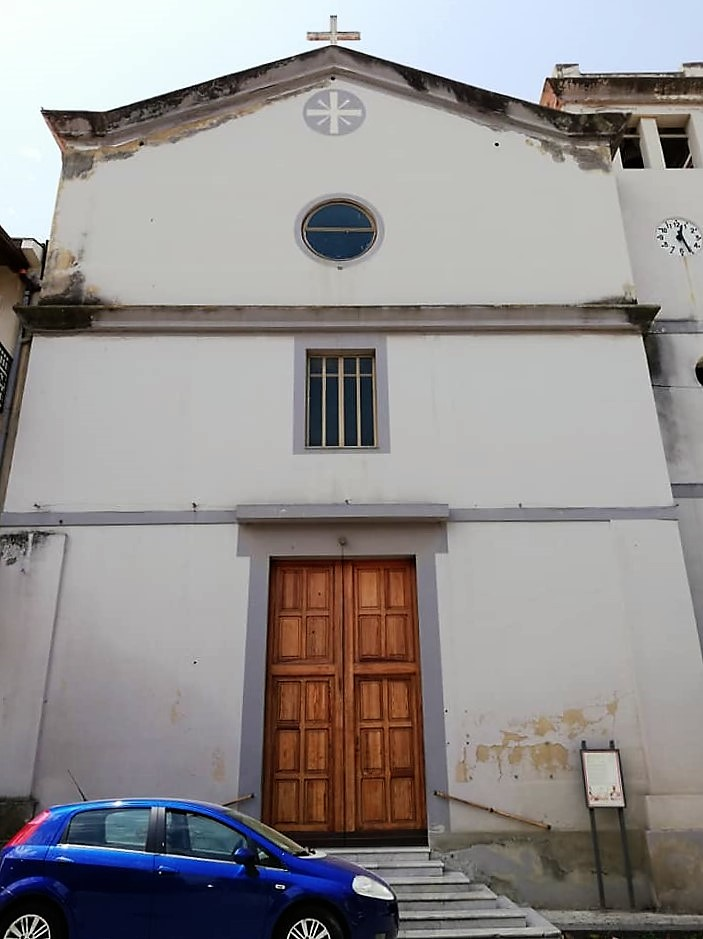
Prospetto.

- 1579, Confraternita di Sant'Eusenzio sotto titolo di «Gesù e Maria», primitiva Congregazione di Gesù e Maria.

## Feste religiose
- ?,[1] Riti penitenziali e processionali della Sumana Santa. Il tempio è stazione di partenza e d'arrivo - prima dell'assembramento sul sagrato del duomo di Santa Maria Assunta - dei riti processionali del Venerdì Santo dell'arcipretura di Pozzo di Gotto , evento inserito nei riti pasquali della Sumana Santa.
- Ogni anno, nel giorno del lunedì dell'Angelo, dopo la celebrazione vespertina della Messa, la statua dell'Ecce Homo viene tolta dalla vara (dove era inserita dal Venerdì Santo per essere portata in processione insieme ad altre "varette" contenenti statue raffiguranti i momenti della Passione e Morte di Gesù) dai membri della Confraternita di Sant'Eusenzio e viene esposta alla devozione dei fedeli, essendo messa a terra; dopo viene rimessa nel suo altare dagli stessi membri della Confraternita.

## Galleria d'immagini

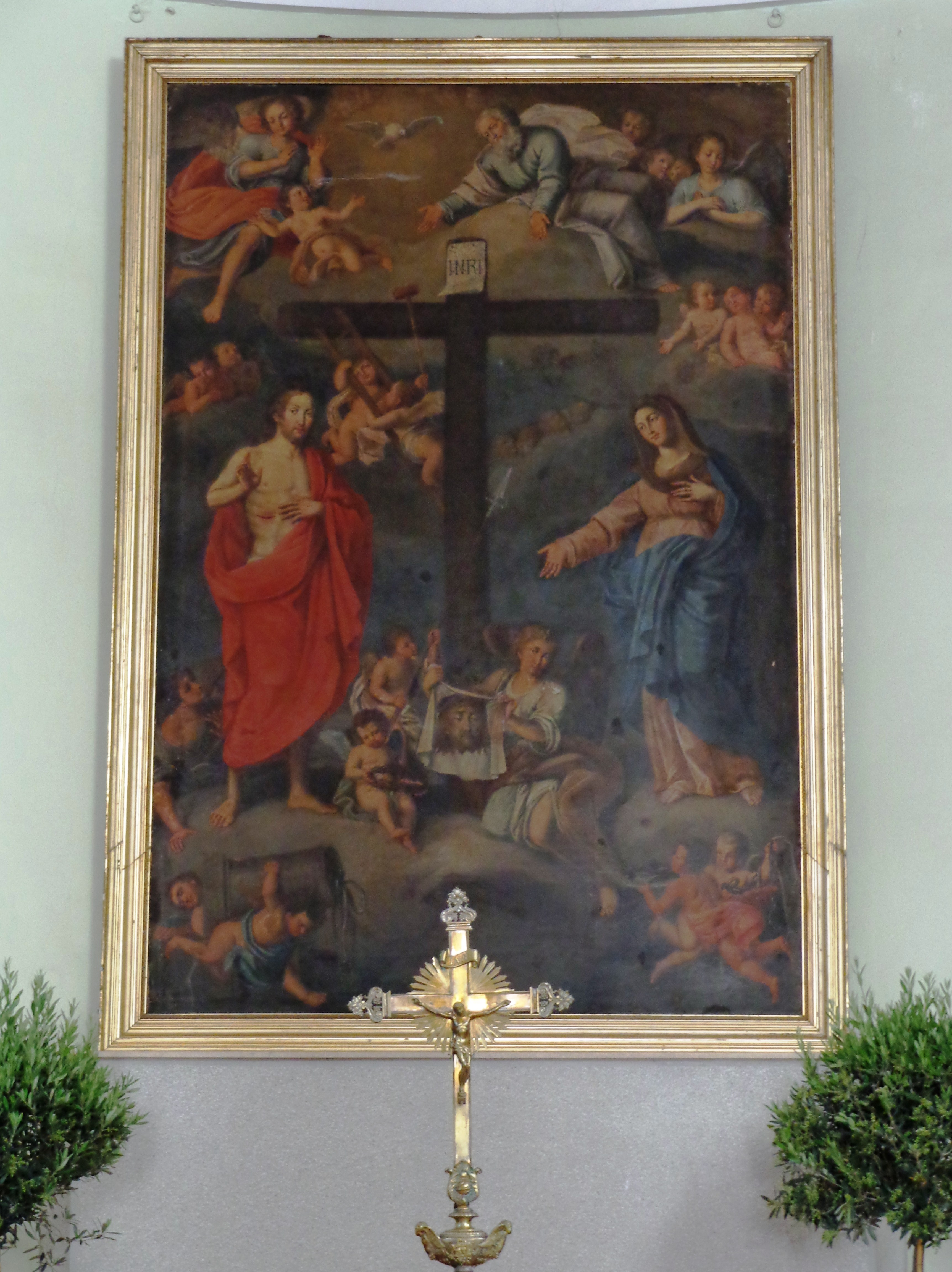
Altare maggiore.
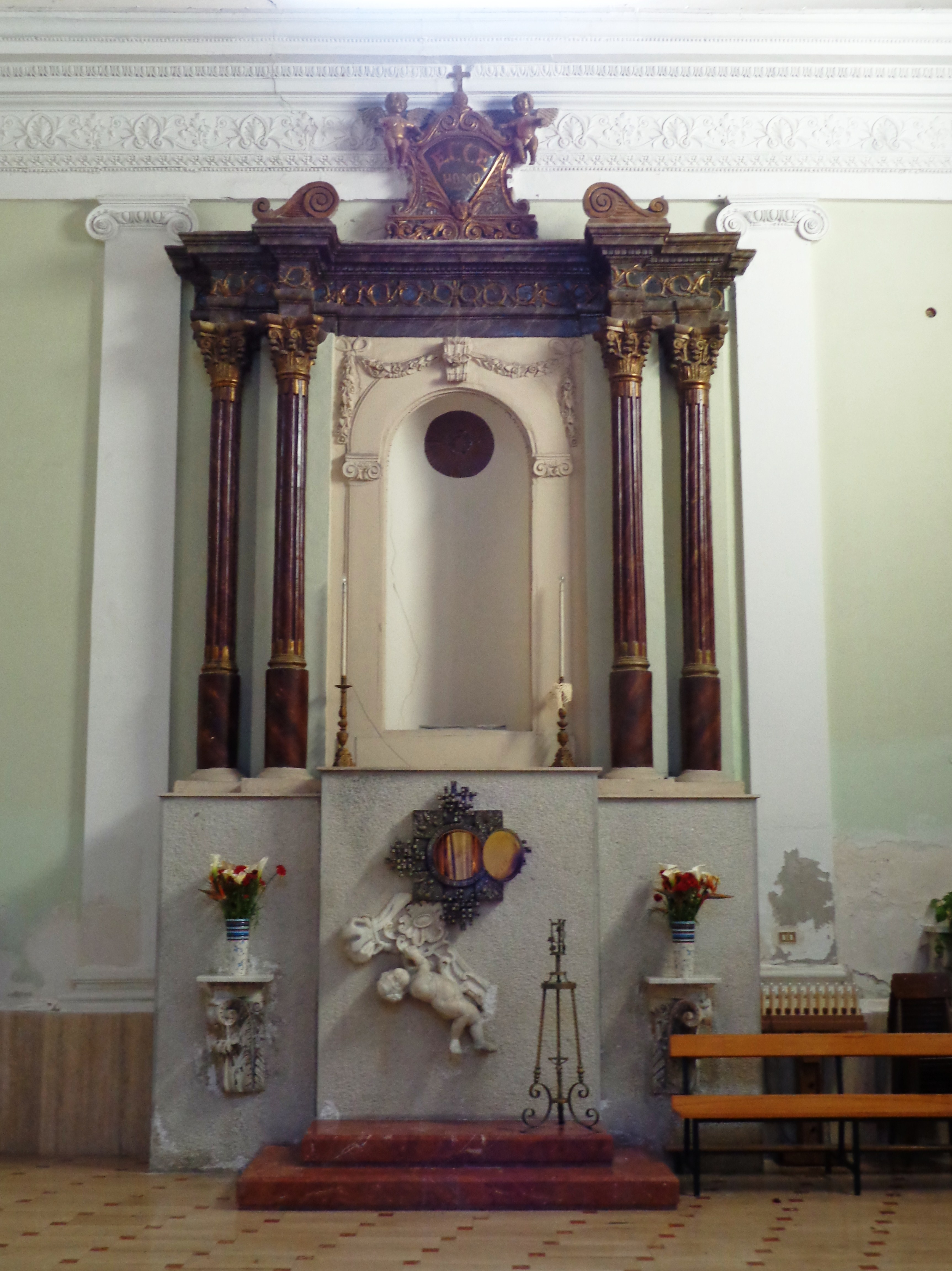
Altare dell'Ecce Homo.
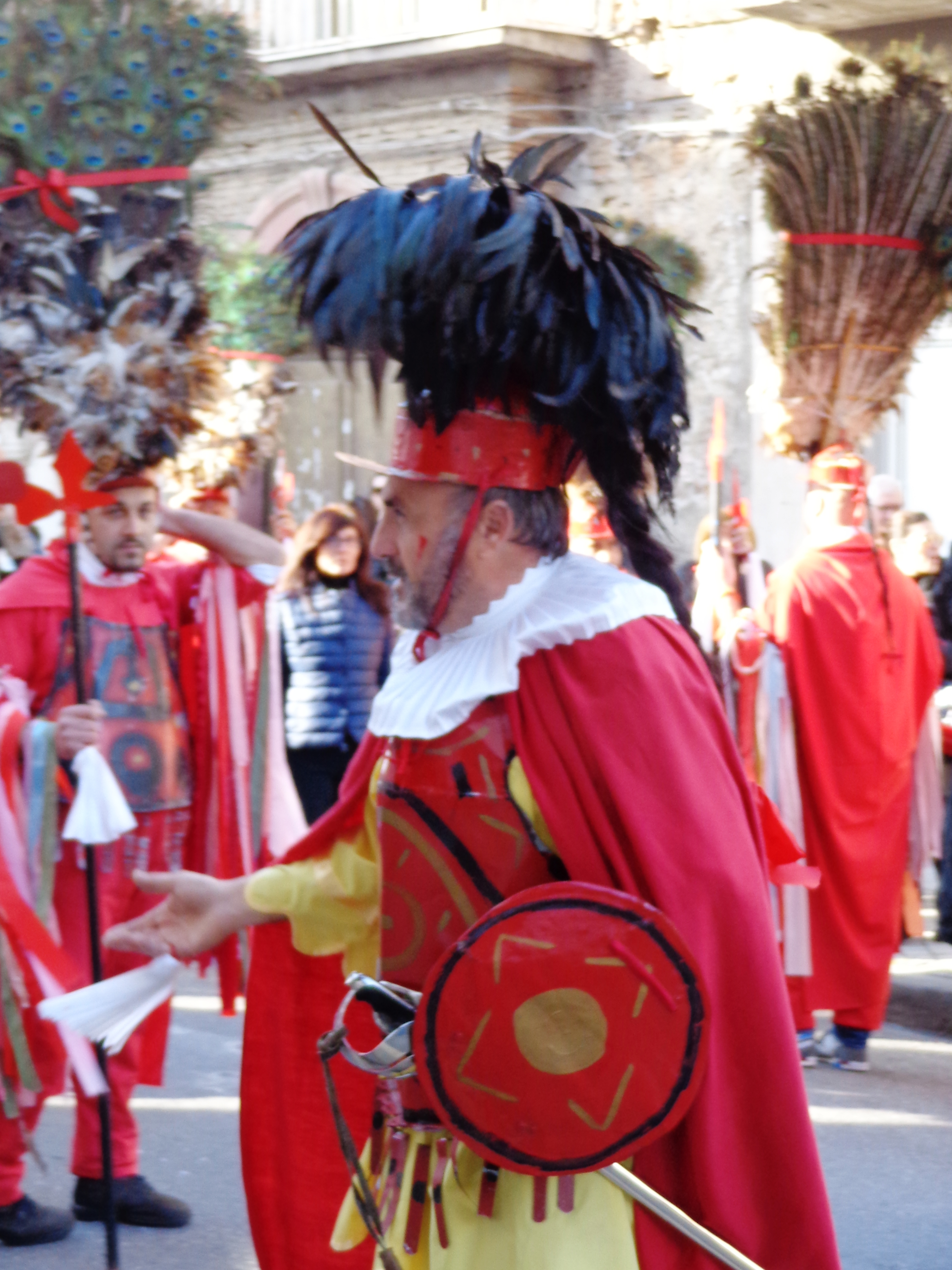
Comandante dei "Giudei", Pasqua 2014.
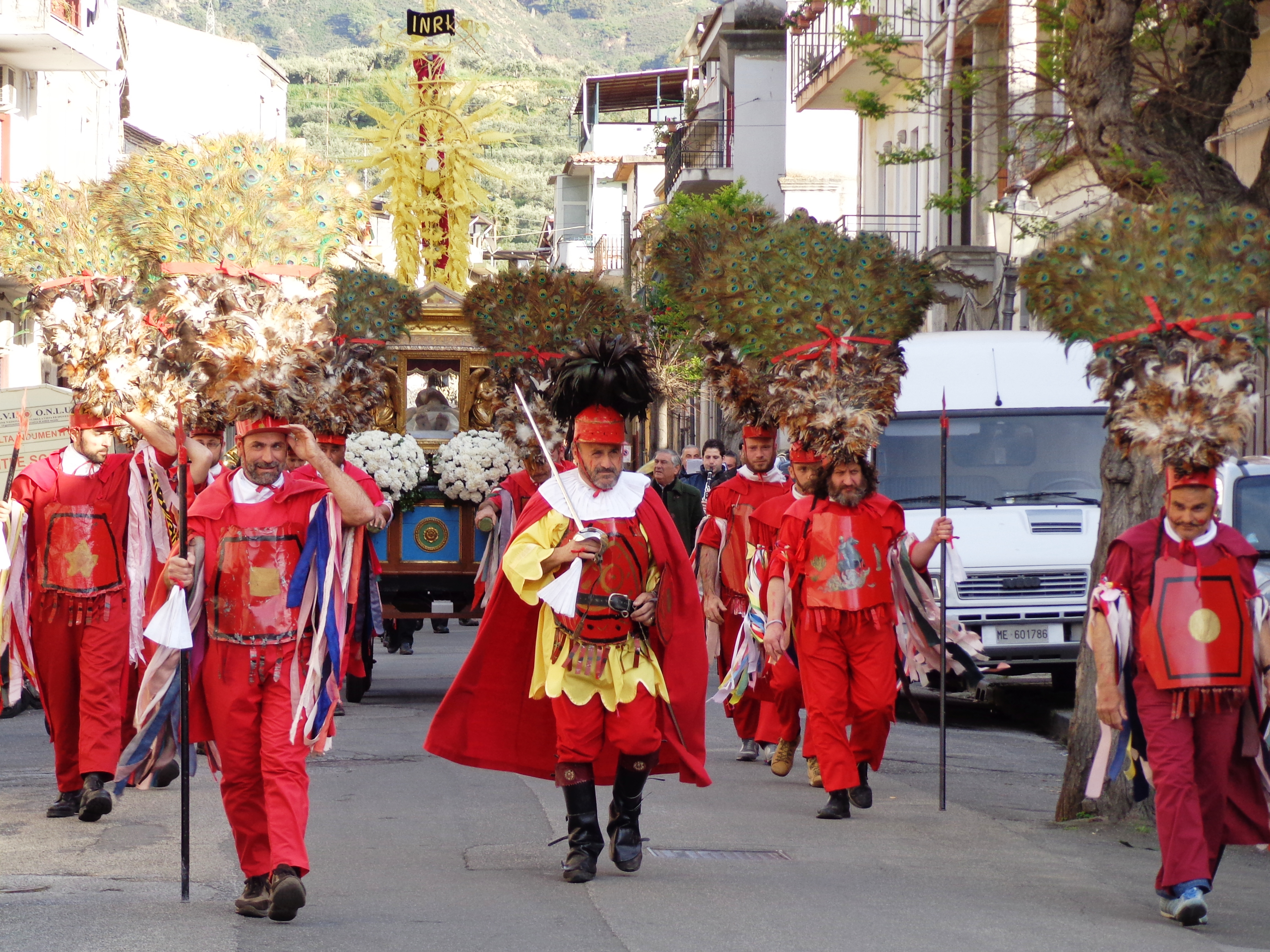
"Urna col Cristo Morto e Giudei", Pasqua 2014.
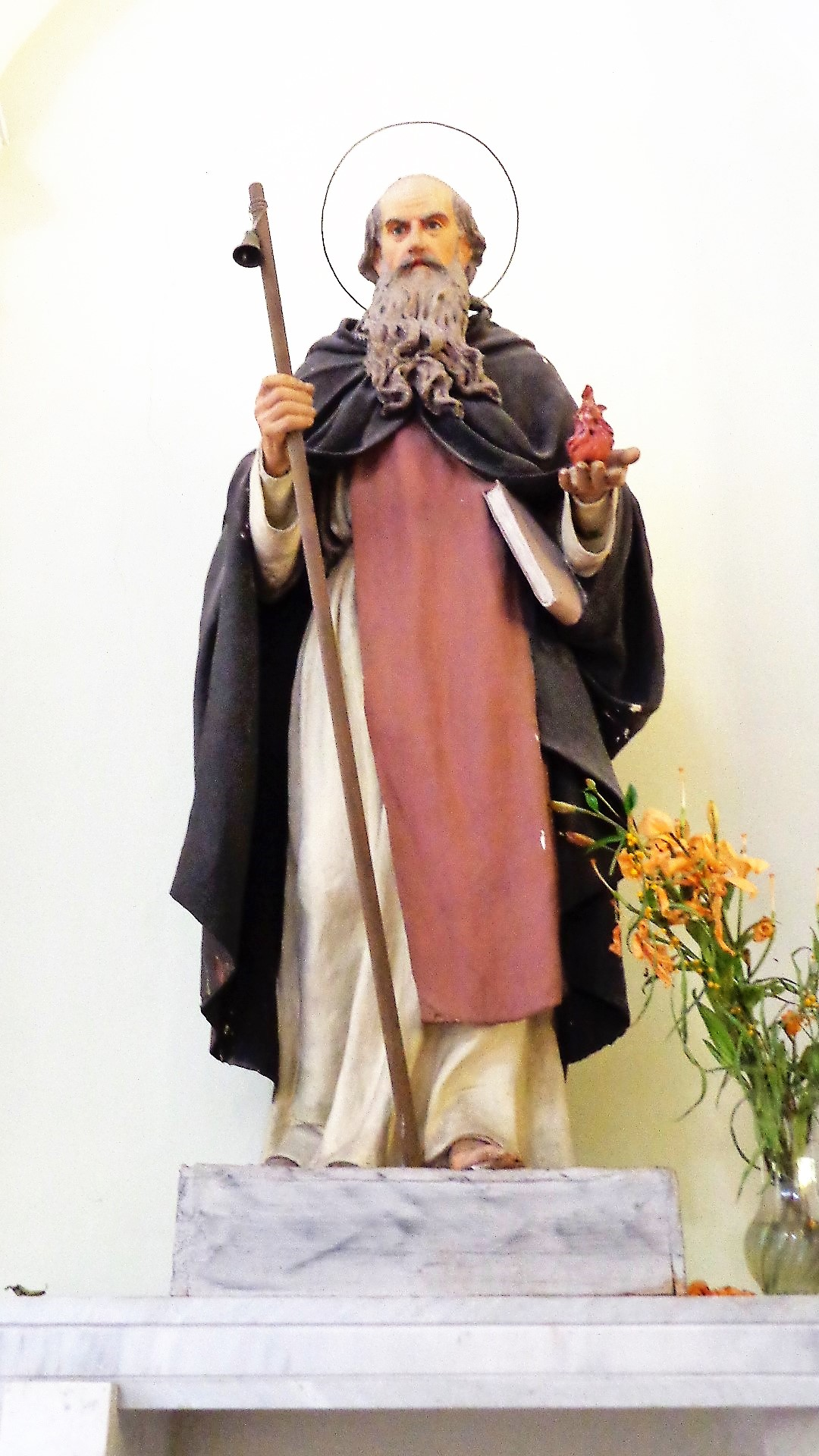
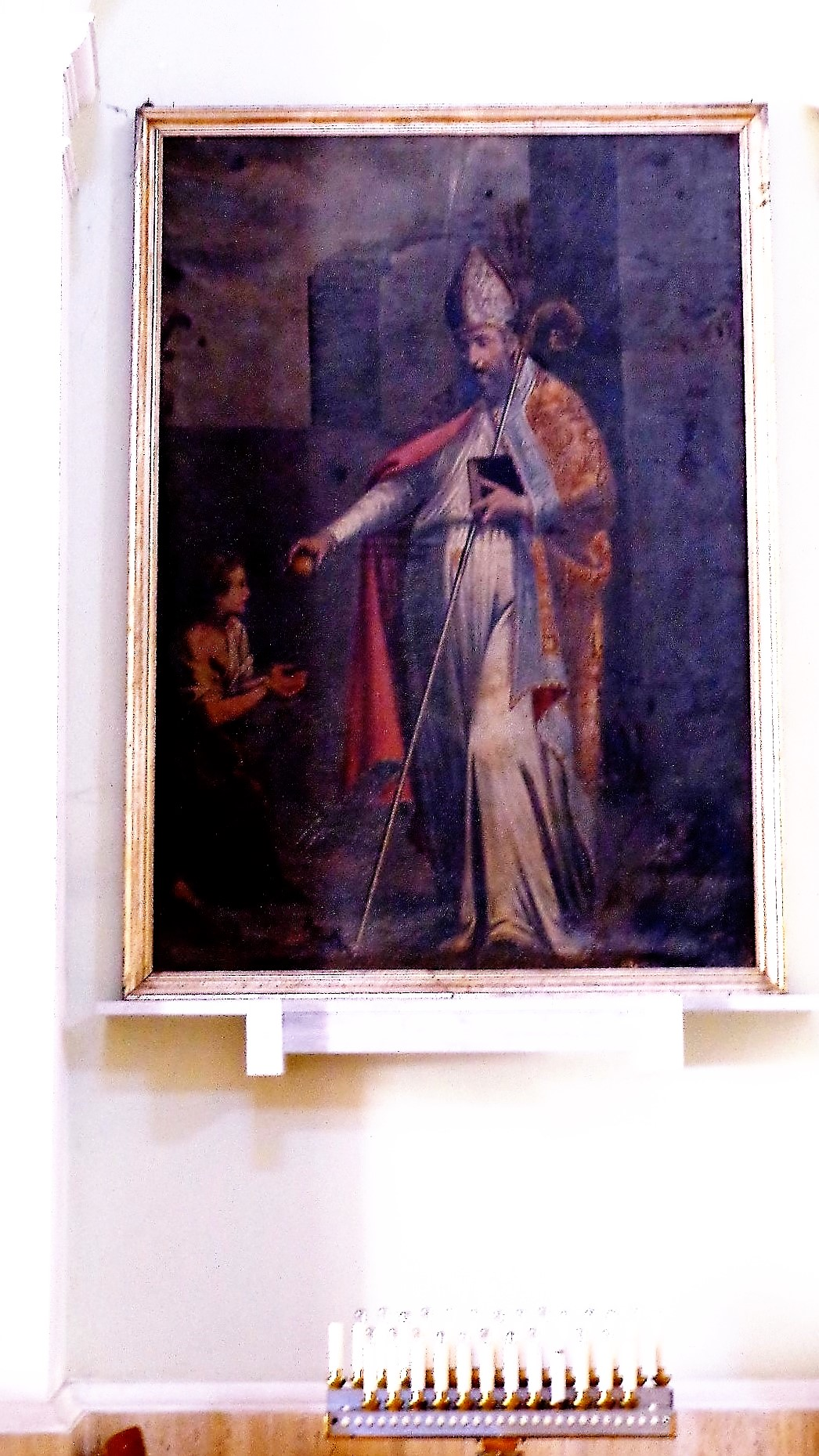
San Biagio